# Telemig Celular
Telemig Celular era un operador de telefonía celular en Brasil. Era una filial de telefonía móvil de la estatal TELEMIG y, después de su privatización en 1998, pasó a ser controlada por Telpart, mientras que la rama de telefonía fija pasó a formar parte de Telemar. Posteriormente, el control accionario fue adquirido por el operador Live y absorbido por la empresa.

## Historia
Inició sus operaciones en el estado de Minas Gerais (excepto la región de Triângulo Mineiro) con tecnología AMPS en la década de 1990. En la misma década implementó la tecnología TDMA. A principios de 2004, anunció que desplegaría tecnología GSM. En septiembre de ese año adquirió licencias de tecnología GSM en Triângulo Mineiro y Alto Paranaíba. A fines de 2004, se implementó la tecnología GSM en su área de operación AMPS / TDMA. En el primer semestre de 2005 anunció su ingreso al Triângulo Mineiro. Ofreció tecnología GSM en todo el estado de Minas Gerais. Excluyendo Triângulo Mineiro, también ofreció tecnología AMPS y TDMA. A fines de 2007, fue el primer operador en Brasil en poner en operación una red 3G, utilizando tecnología UMTS / HSDPA en la banda de 850MHz, en Belo Horizonte.

### Absorción por Vivo
El operador fue vendido a Vivo, y fue absorbido por completo en abril de 2008. Con la compra de Telemig Celular, Vivo se convirtió también en operador de telefonía residencial con número de teléfono móvil, integrando Poupo, en su red de servicio, un teléfono residencial que utiliza tecnología celular, dirigido a consumidores que viven lejos del cableado de las redes terrestres convencionales, utilizando todas las ventajas de un teléfono fijo.
La marca Telemig Celular dejó de utilizarse poco después de su compra por Vivo, habiendo desaparecido por completo hasta 2010.

## Eslóganes
- A evolução com você Do jeito que tem que ser[2]